# Юшківці (Вінницький район)
Ю́шківці — село в Україні, в Оратівській селищній громаді Вінницького району Вінницької області. Розташоване на обох берегах річки Юшка (притока Гірського Тікичу) за 13 км на схід від смт Оратів. Населення становить 405 осіб (станом на 1 січня 2018 р.).

## Історія
Засноване село в середині XVI ст. як сторожовий пост на козацькому шляху, яким ходили козаки в походи. Спочатку це було укріплення (залога), обнесене земляним валом і ровом. Зачинялося воно залізними воротами. З часом навколо нього виріс хутір. Сюди прибули п’ять родин з-під Дубна і Мінська. Це були сім’ї бунтівників. Розповідають, що ці родини розселили на відстані версти одна від одної. Поселення нагадувало п’ятикутну зірку, по кутах якої знаходились садиби. Так були розміщені хати засновників села. Відомі навіть їхні прізвища. Це родини Грабового, Халепи, Поригайла, Коваля і Ткаченка. Пізніше на території між цими садибами будувалося село. І нині воно має вигляд п’ятикутної зірки, якщо подивитися на нього з висоти пташиного польоту.
У давні часи це поселення мало назву Городище. Ділилося воно навпіл трясовиною. Обидві половини з’єднувала канатна дорога. Ще до цього часу збереглися назви всіх п’яти кутків та урочищ села: Гулярка, Грабівка, Кринички, Політовська гора, Штани.
Поблизу села знаходиться Висока могила. За переказами, саме звідси подавалися сигнали про наближення ворога до поселення.
У селі виявлено підземні ходи, в яких люди ховалися від ворожих набігів або добиралися ними до навколишніх лісів. Розповідають, що один з таких підземних ходів веде в село Балабанівка, що було колись великим містом. Дехто із місцевих жителів ще пам’ятає, де знаходилися входи у ці підземні лабіринти. Так, один із них знаходиться на території села, а другий - у лісовому урочищі Медведівка.
Юшківці відомі як героїчне село. Місцеві жителі брали участь у боротьбі проти іноземних загарбників і місцевих поневолювачів - польської шляхти.
Під час козацько-селянських повстань на Політовській горі знаходилися склади козацької зброї. За переказами, склади ці збудували повстанці-гайдамаки Максима Залізняка та Івана Гонти. У1735 році гайдамаки спалили всі документи юшковецького поміщика, серед яких були і списки повинностей селян.
У XVII ст. село належало графині Пржевалінській, потім вона продала його поміщику Ре- гульському. В ті часи в Юшківцях були побудовані заводи з виробництва фаянсу, фарфору, скла та цегли, котрі працювали на місцевій сировині. Село славилося своїми майстрами з виготовлення посуду, цегли, кахлів тощо. Була в селі одна православна церква, збудована в 1738 році на місці попередньої, від якої зберігся фундамент. На початку XIX ст. села Юшківці і сусідня Сабарівка стали власністю поміщика титулярного радника С. Л. Сиротка. У кінці позаминулого століття в Юшківцях було відкрито церковно-приходську школу.
У травні 1905 року тут відбулося селянське заворушення. Селяни тривалий час не працювали на бурякових плантаціях.
Після революції 1917 року Юшківці окупували австро-німецькі війська. Разом із заможними селянами, котрі не сприйняли нову владу, та поміщиками німці стали відновлювати дореволюційні порядки. У селі декілька разів змінювалася влада, а з 1921 тут стабілізувалася влада російських комуністів. Селяни стали безкоштовно отримали землю, проте не кожна сім’я мала можливість її обробляти. Не вистачало тягла, не вистачало і чоловічих рук: багато чоловіків загинуло в роки імперіалістичної та громадянської воєн. Окремі селяни починають об’єднуватись для спільного обробітку землі. У 1929 в селі створено комсомольську організацію, згодом 1938 першу партійну організацію  У 1930 року в Юшківцях утворився колгосп, якому присвоїли ім’я Т. Г. Шевченка. Тоді в селі нараховувалось близько 400 дворів, проживало понад 2000 чоловік.
У 1932 почалась колективізація, спланована конфіскація врожаю зернових та всіх інших харчових продуктів у селян представниками радянської влади впродовж Голодомору 1932—33 років безпосередньо призвела до вбивства селян голодом у мільйонних масштабах.  У Юшківцях жертвами  Голодомору 1932—1933 років стали за різними даними, від щонайменше 573 до понад 1000 жителів села.  Їх останки покояться у восьми могилах. На їх вшанування встановлено перший у районі пам’ятник «Жертвам голодомору 1932- 1933 р.р.»
У 1941 на землі села прийшла війна, після кровопролитних боїв наші війська змушені були відступити. Тяглися, ніби вічність, роки окупації. На початку березня 1944 року надзвичайно тяжкі бої точилися за Юшківці та навколишні села, в результаті яких село було звільнене від фашистських загарбників. Шістдесят п’ять бійців Червоної Армії поховані в братській могилі на території села. З них 40 імен відомі, 25 - безіменні. З фронтів Великої Вітчизняної війни додому не повернулися 118 юшківчан. На їх честь в селі збудовано меморіальний монумент «Скорботна мати» (скульптор - І. О. Дяченко).
12 червня 2020 року, відповідно розпорядження Кабінету Міністрів України № 707-р «Про визначення адміністративних центрів та затвердження територій територіальних громад Вінницької області», село увійшло до складу Оратівської селищної громади.
19 липня 2020 року, в результаті адміністративно-територіальної реформи та ліквідації Оратівського району, село увійшло до складу Вінницького району.

## Згадування в книгах.
Юшківці, село при струмку Юшке — притоці Горського Тікича з лівого боку, в 3-х верстах вище м. Лукашівка. Жителів обох статей 1440; землі разом з Сабарівка 3802 десятини, складають власність і резиденцію поміщика титулярного радника Станіслава Леонтійовича Сирітка, колишнього судді (латинського віросповідання, 1794 року народження). У селі є стародавнє замковище. Церква Пресвятої Трійці, дерев"яна, за штатом відносилася до 5-го класу, землі мала з хутором 70 десятин, побудована у 1757 році // Сказания о населенных местностях Киевской губернии или Статистические, исторические и церковные заметки о всех деревнях, селах, местечках и городах, в пределах губернии находящихся / Собрал Л. Похилевич. — Біла Церква: Видавець О. В. Пшонківський, 2005. — с.268

## Інфраструктура
Обслуговується ПЕРЕСУВНИМ відділенням поштового зв'язку, код 22652 
З 10 по 25 З 1 по 9 та 26 по 31
четвер 11:30 - 15:30                          четвер 11:00 - 13:45
субота 13:05 - 16:05                         субота 12:05 - 13:50

## Населення

### Мова
Розподіл населення за рідною мовою за даними перепису 2001 року:
| Мова       | Кількість | Відсоток |
| ---------- | --------- | -------- |
| українська | 550       | 99.46%   |
| російська  | 2         | 0.36%    |
| білоруська | 1         | 0.18%    |
| Усього     | 553       | 100%     |

У селі є акушерський пункт, де працює два лікаря.

## Відомі люди
- Дяченко Ілля Олександрович (нар. 1925) — український скульптор.
- Скорський Микола Андрійович — український літературознавець.

## Галерея

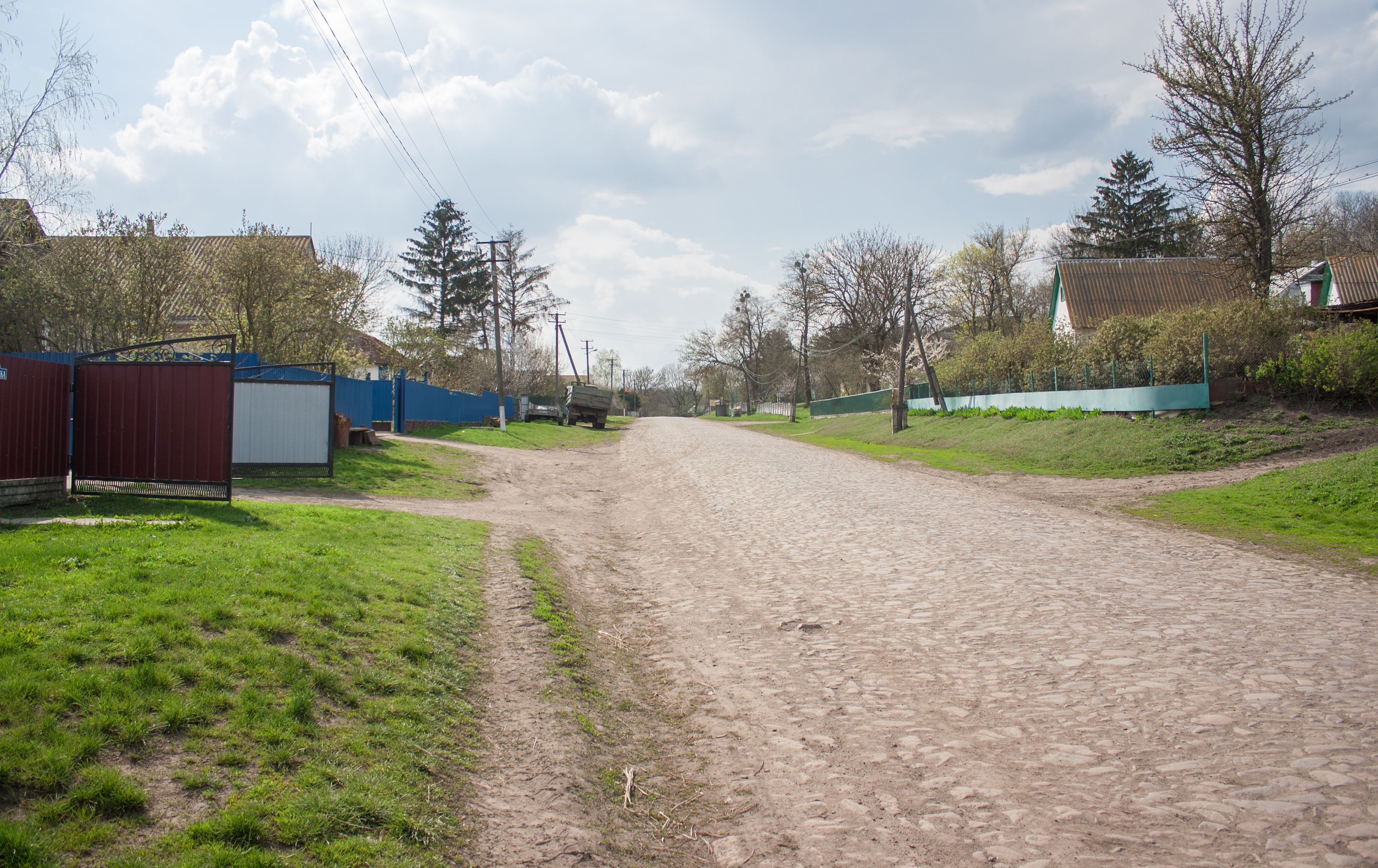
Вулиця Шевченка
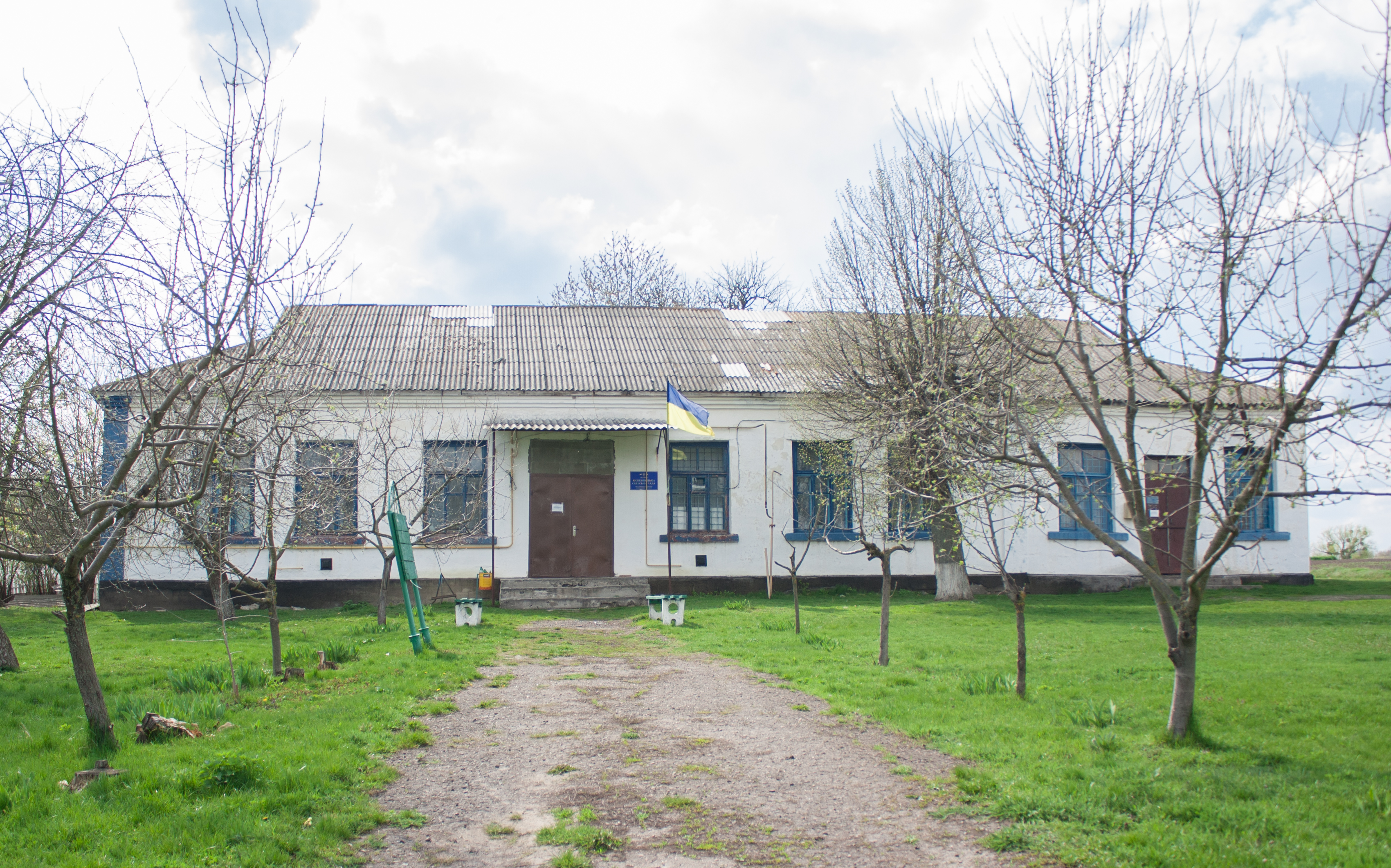
Сільська рада і пошта
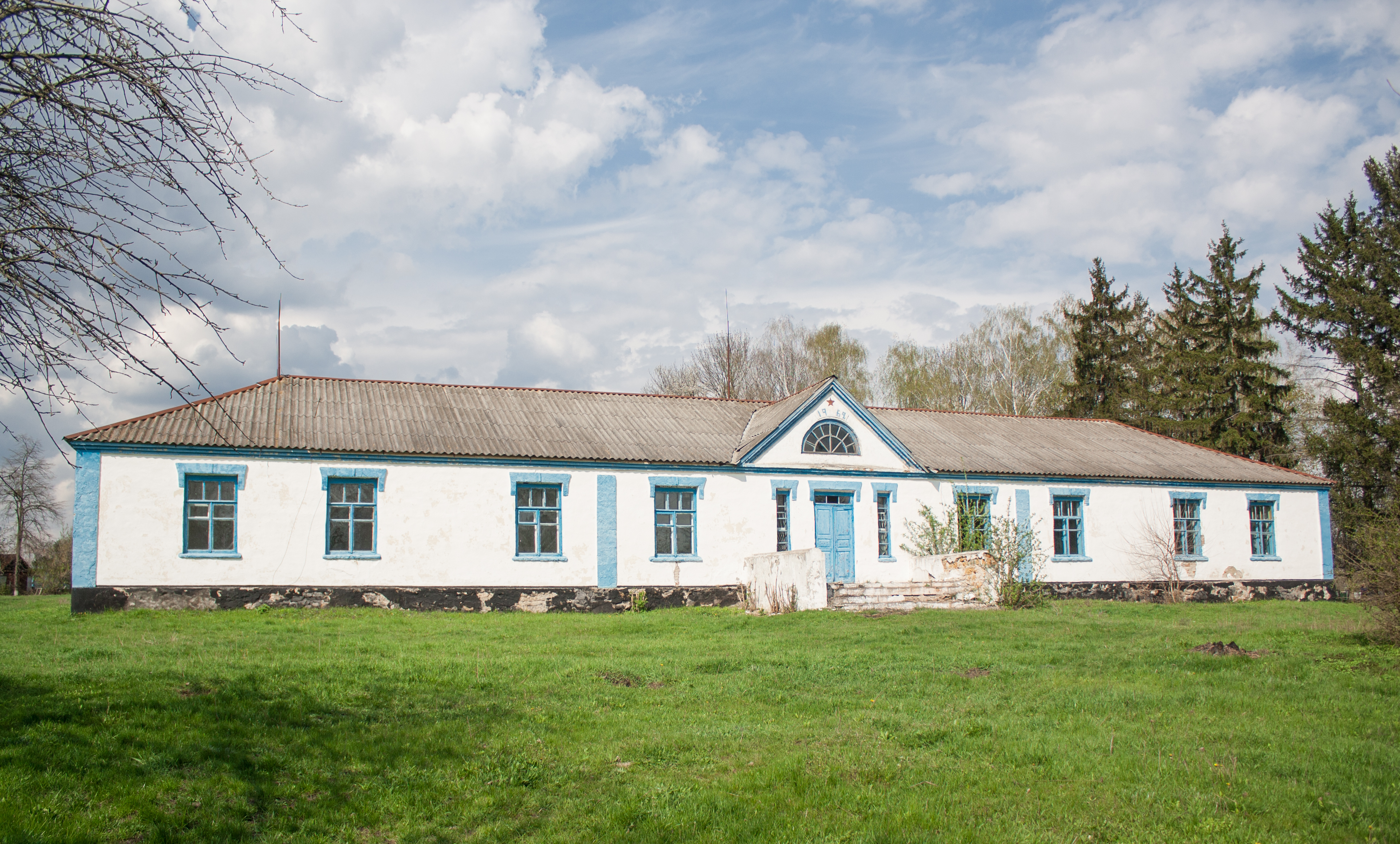
Школа
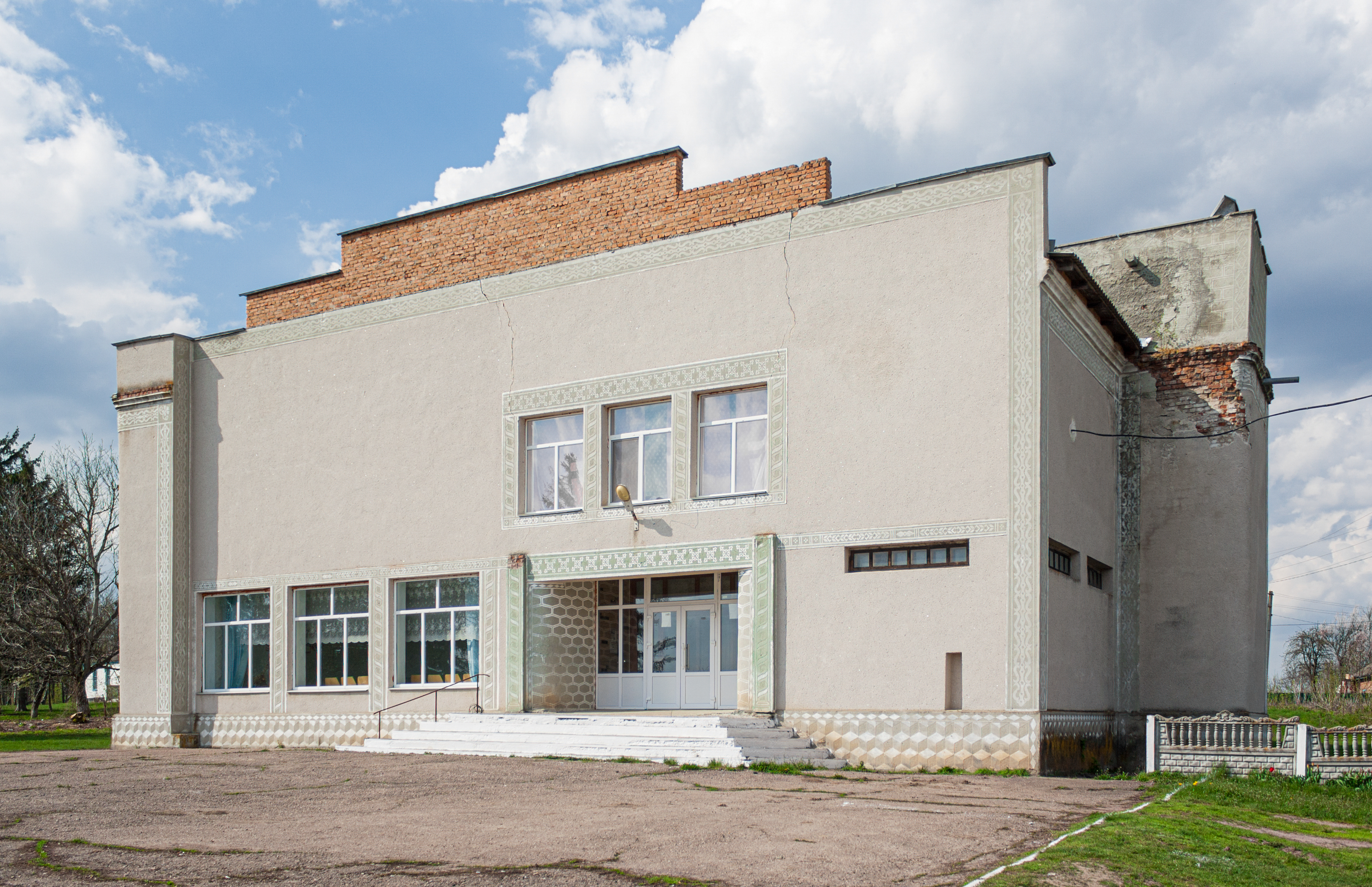
Будинок культури
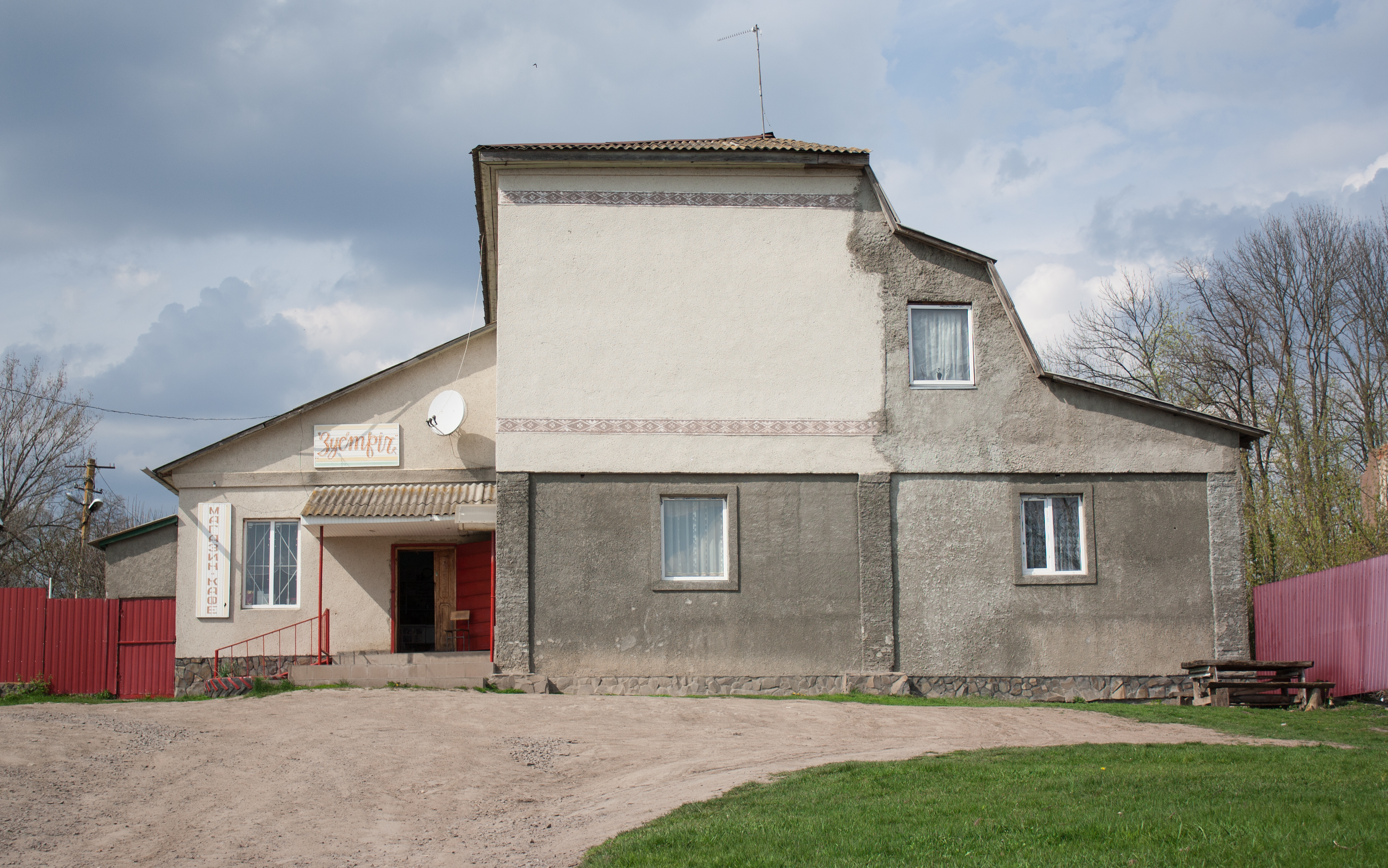
Магазин
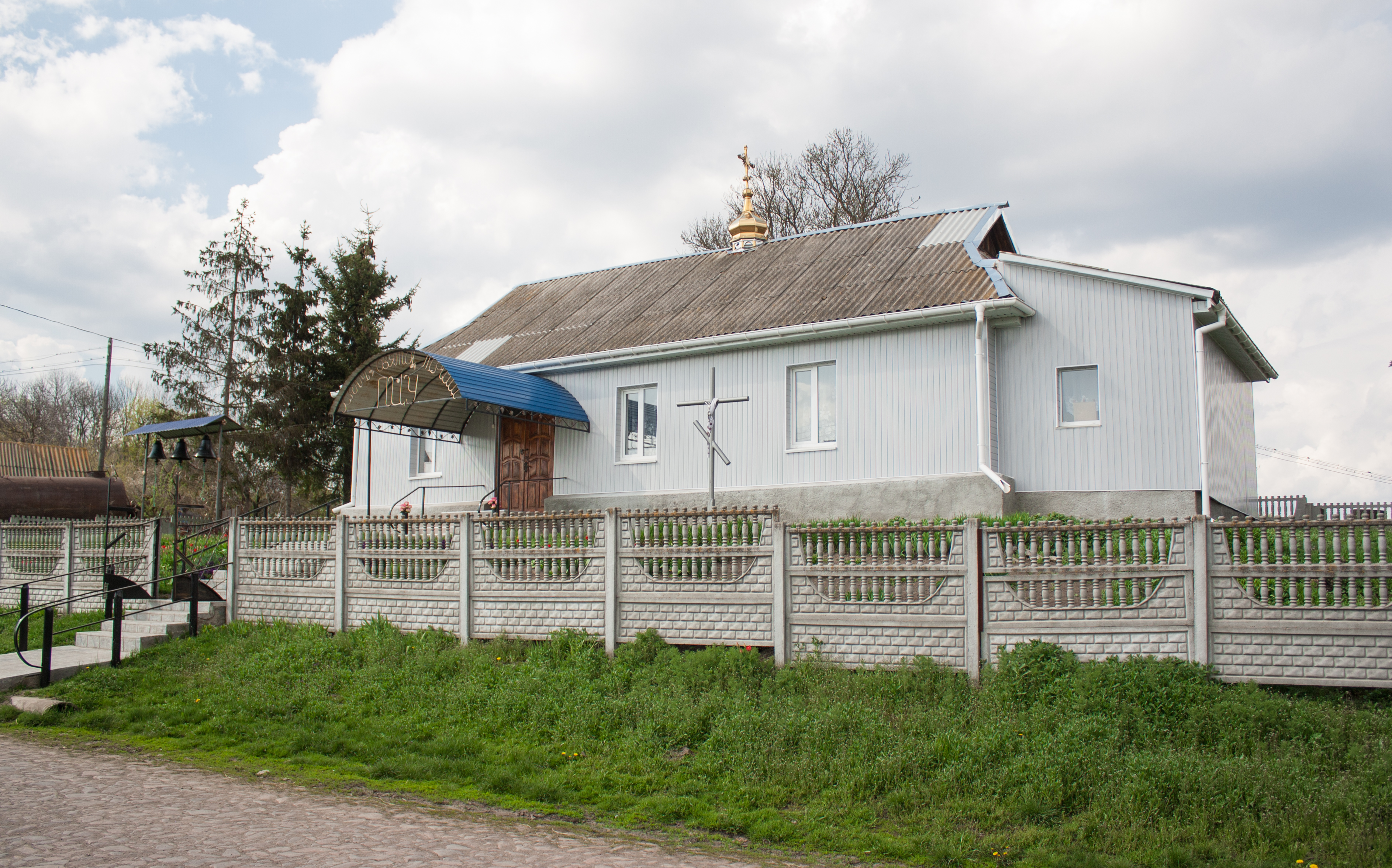
Церква
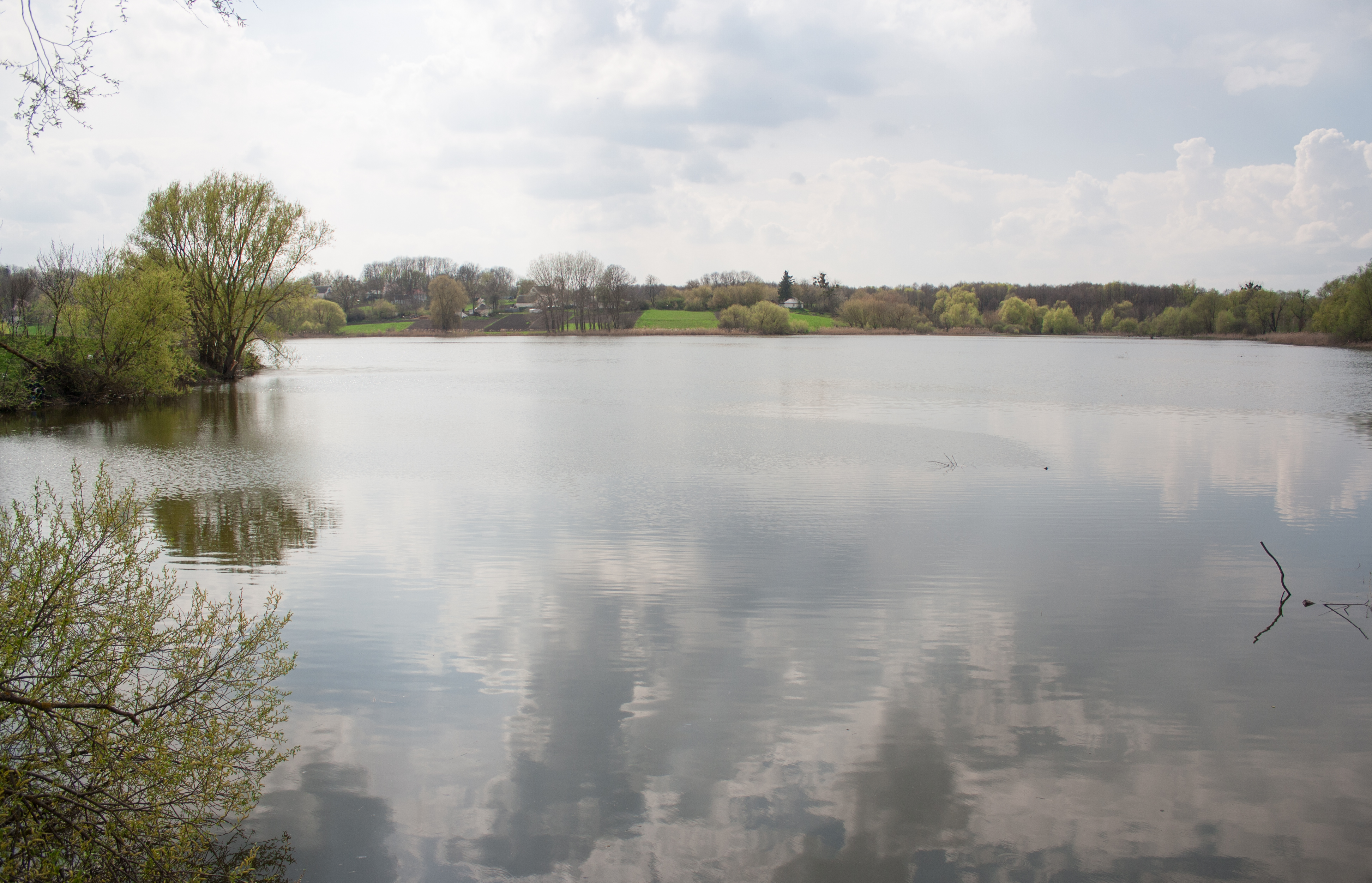
Ставок на річці Юшка
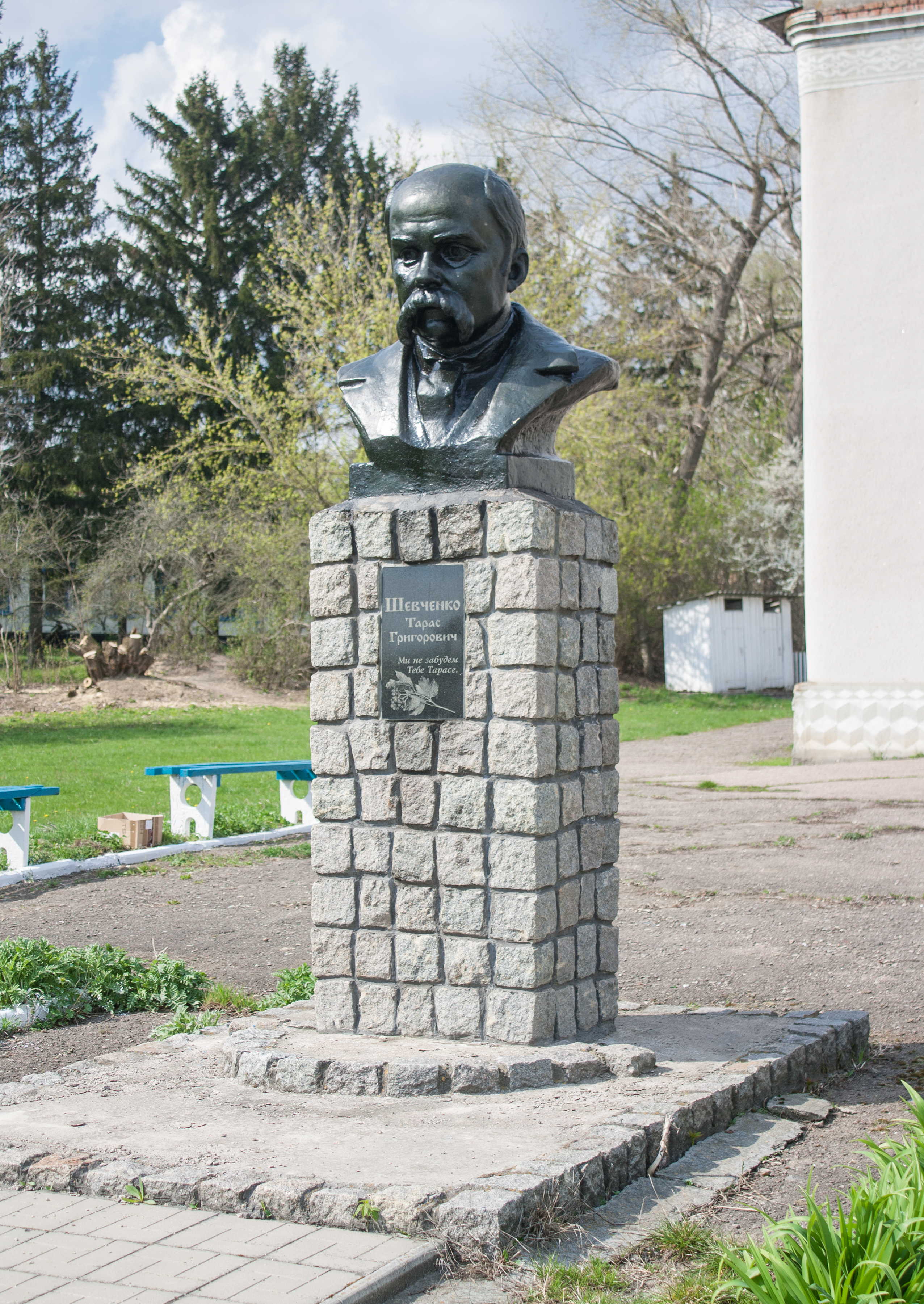
Пам'ятник Т. Шевченку
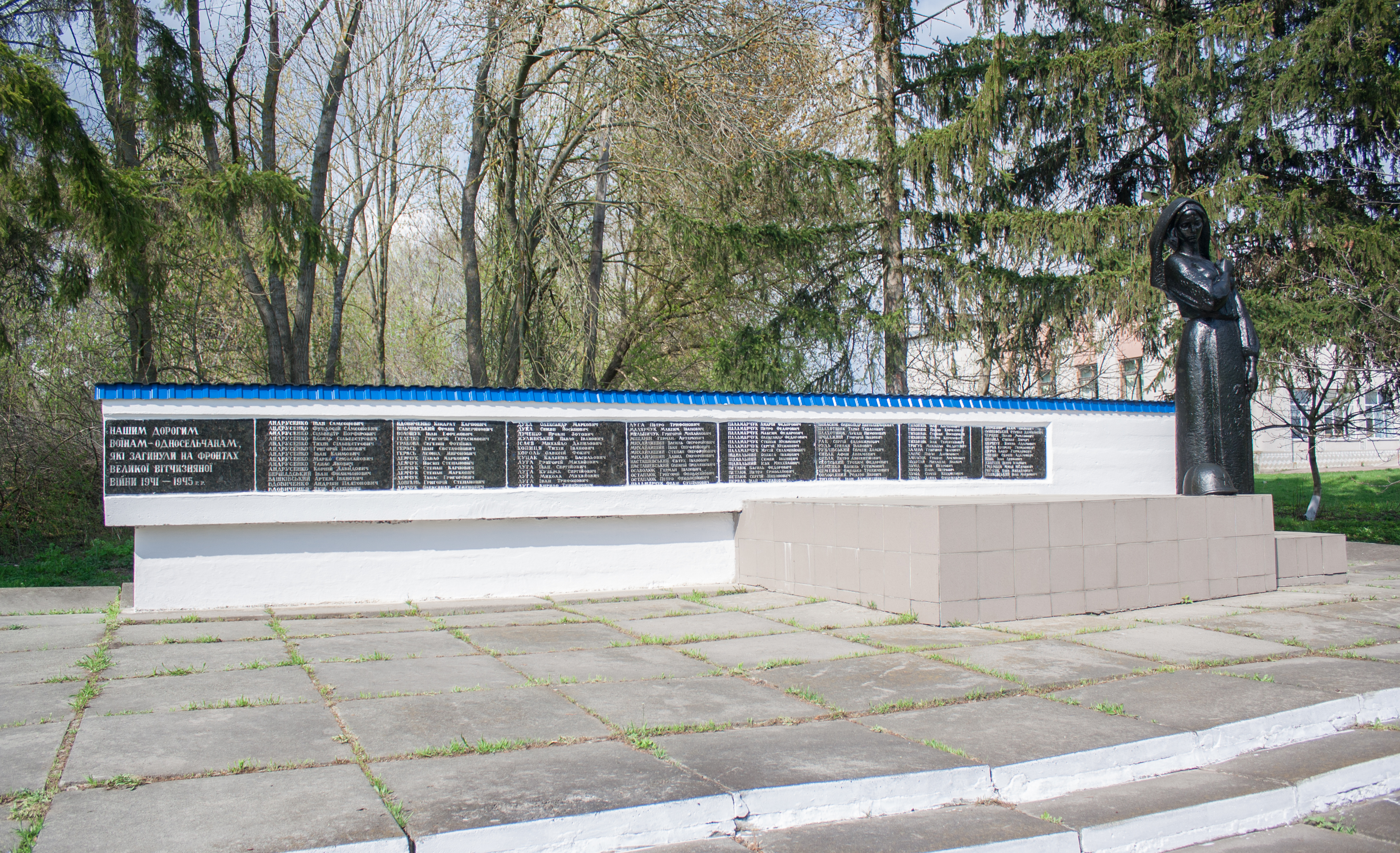
Пам'ятник воїнам-односельчанам
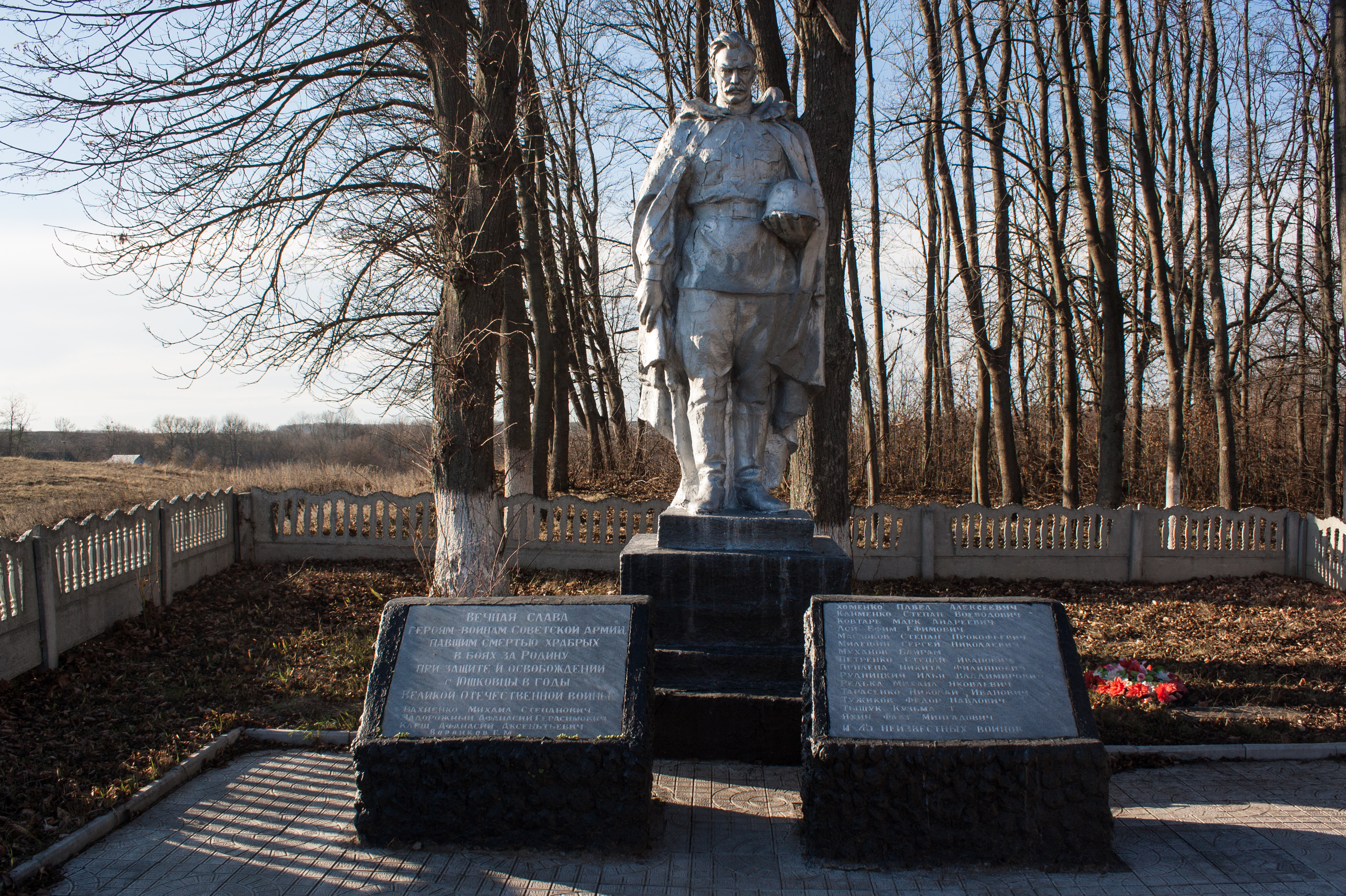
Братська могила радянських воїнів
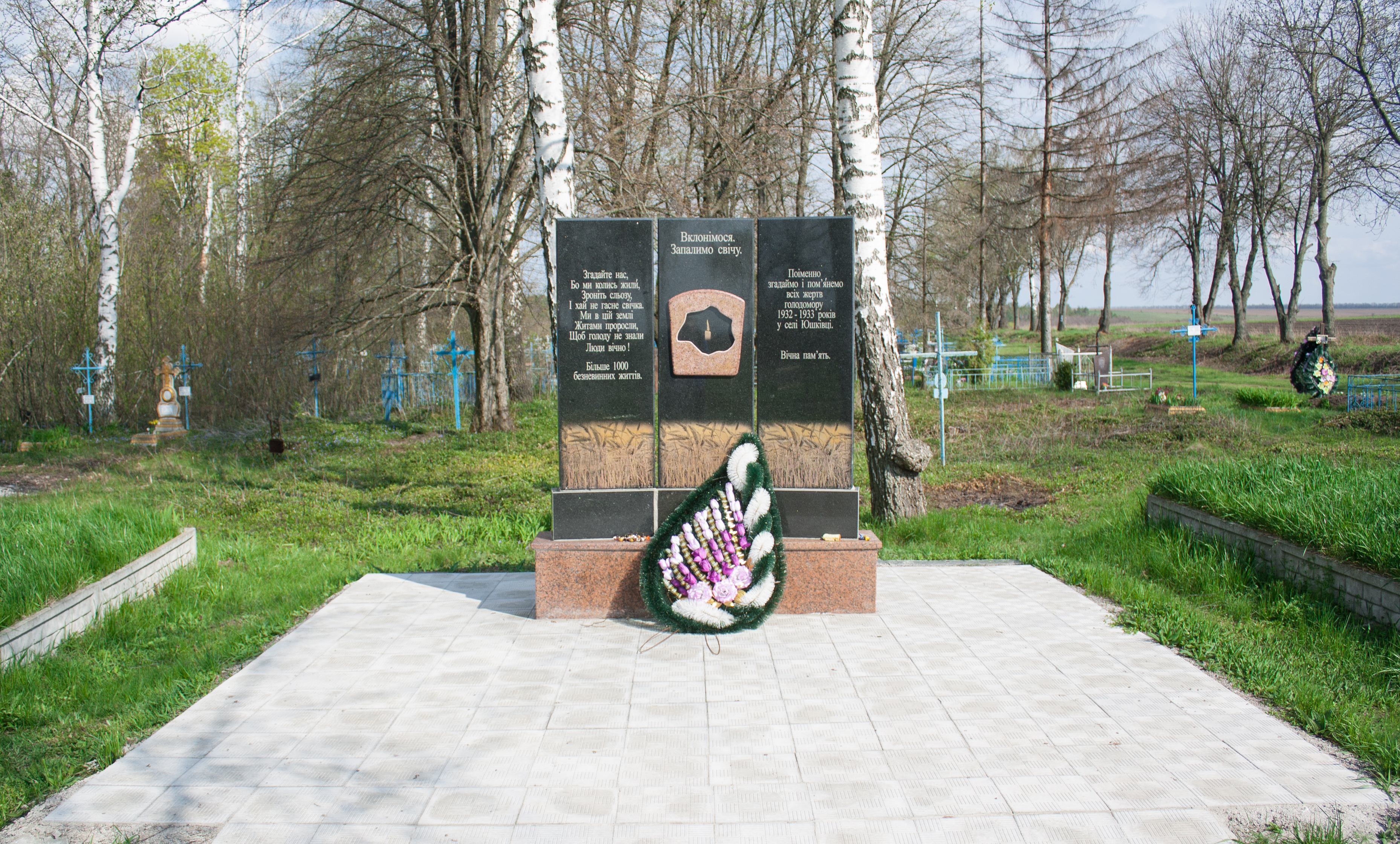
Пам'ятний знак жертвам Голодомору